# Joseph Rosenthal
Joseph Rosenthal, född 1864 i London, död 1946, var en brittisk krigs- och resefilmare av judisk härkomst.
Rosenthal började 1896 arbeta för filmbolaget Maguire and Baucus, och sändes från 1898 ut på uppdrag i Europa och Sydafrika för dess efterföljare, Charles Urbans bolag Warwick Trading Company. När andra boerkriget bröt ut i oktober 1899 sändes han åter till Sydafrika, och han kom till fronten i Natal i januari 1900. Han filmade bland annat boernas kapitulering i Kroonstad i maj 1900 och hissandet av den brittiska flaggan i Pretoria i juni.
Han filmade därefter i Fjärran östern, bland annat från ett uppror mot amerikanernas kolonialstyre i Filippinerna, parlamentets öppnande i Australien i maj 1901, och det rysk-japanska kriget 1904, där han filmade belägringen av Port Arthur med hjälp av en skottsäker kamerasköld.
1908 bildade han sitt eget filmbolag, Rosie Films, som baserades i Croydon. Han gjorde först några misslyckade försök att göra komedier, innan han fortsatte med dokumentärfilmandet, med bland annat filmer från första världskriget.